# Ricardo de Conisburgh, 3.º Conde de Cambridge
Ricardo de Conisburgh, 3.º Conde de Cambridge (Castelo de Conisburgh, 20 de julho de 1385 - Southampton, 5 de agosto de 1415) foi um nobre inglês.

## Biografia
Nasceu no castelo de Conisburgh  de onde provém o sobrenome, em Yorkshire, sendo o segundo filho varão de Edmundo de Langley, duque de Iorque, e da Infanta Isabel de Castela.
Casou-se em maio de 1406, com Ana de Mortimer, filha de Rogério Mortimer, 4.° conde de March, e 6.° conde de Ulster (bisneto de Eduardo III de Inglaterra) e de Leonor Holland (neta do primeiro matrimônio de Joana de Kent, e portanto, sobrinha de Ricardo II de Inglaterra).
Desse matrimônio nasceram 3 filhos:
- Isabel (n. 1409 - m. 1484), casada primeiro com Tomás Grey de Werke; o matrimônio é anulado em 1430 e depois com Henrique Bourchier, conde de Essex.
- Henrique de Iorque.[4]
- Ricardo, conde de Cambridge e depois duque de Iorque ao suceder a seu tio.

Falecida sua esposa Ana, pouco depois de dar à luz seu segundo filho, se casa em segundas núpcias em 1415 com Maud de Clifford (m.1446), de quem não teve descendência.
Criado conde de Cambridge por cessão de seu irmão em 1414, pouco depois é acusado de traição ao rei, por participar do Complô de Southampton e decapitado em Southampton Green, em 5 de agosto de 1415, sendo sepultado na mesma localidade de Southampton.